# Festival Bach Montréal

Logo

Le Festival Bach Montréal est un festival de musique annuel célébrant la musique de Johann Sebastian Bach, qui se tient en novembre et en décembre, à Montréal (Québec, Canada).

## Description
Depuis sa création en 2005, le Festival Bach Montréal, propose chaque année, durant trois semaines, plus de 30 concerts de musiciens locaux et internationaux, des ateliers publics, des conférences et un concert pour enfants.
Basé sur trois piliers principaux, la performance, l’éducation et la recherche, le festival facilite non seulement l’accès à l’héritage de Bach aux étudiants et aux professionnels mais aussi au grand public. À travers une série de concerts et de programmes éducatifs, il présente des artistes de renommée internationale aussi bien québécois qu’internationaux.
De nombreux musiciens prestigieux s’y sont produits, dont Yo-Yo Ma, Jean-Guihen Queyras, Musica Antiqua Köln et son directeur artistique Reinhard Goebel, Akademie für alte Musik Berlin, Masaaki Suzuki, I Musici di Roma, Julian Prégardien.
Au fil des années, le Festival a aussi présenté des artistes et ensembles du Québec tels que Les Violons du Roy, Arion Orchestre Baroque, Ensemble Masque, Suzie LeBlanc, Daniel Taylor ou encore Luc Beauséjour.
Kent Nagano et l’Orchestre symphonique de Montréal sont partenaires symphoniques officiels du Festival.
Le Festival Bach Montréal, est aujourd’hui l’un des plus importants festivals d’Amérique du Nord mettant à l’honneur la musique du compositeur Johann Sebastian Bach.

## Historique
- 2005 : Création du Festival Bach Montréal par Alexandra Scheibler. Le Festival accueille pour sa première édition les artistes légendaires de Musica Antiqua Köln avec Reinhard Goebel[4].
- 2007 : Le Festival présente des ensembles d'ici tels que l'Orchestre symphonique de Montréal[5], Les Violons du Roy, Arion Orchestre Baroque, Les Idées heureuses.
- 2009 : Le Festival devient annuel et intensifie sa programmation. Il s'étend désormais sur deux semaines et accueille pour la première fois l'Akademie für Alte Musik Berlin.
- 2010 : Cette édition est marquée par le concert de Jean-Guihen Queyras[6] venu interpréter les Suites pour violoncelle seul de Bach lors de la clôture du festival ainsi que par le spectacle Red Bull Flying Bach[7], spectacle de breakdance sur Le Clavier bien tempéré.
- 2011 : Le Festival présente un concert de Jazz de Uri Caine qui réinvente pour l'occasion les Variations Goldberg.
- 2012 : Le Festival présente le claveciniste Léon Berben venu interpréter les Variations Goldberg et le Collegium Vocale Gent sous la direction de Philippe Herreweghe[8] pour son concert de clôture.
- 2013 : Cette édition est marquée par la première édition de la Nuit des Chœurs qui voit les meilleurs chœurs amateurs de Montréal se succédaient au cours d'une même soirée. Ce festival est aussi marquée par la venue d'artistes tels le Concerto Köln, Suzie Leblanc, Daniel Taylor, ou encore le guitariste Göran Söllscher.
- 2014 : Cette édition est marquée par les premières venues au festival d'artistes qui deviendront par la suite des habitués tels Sergei Babayan, Masaaki Suzuki, Avi Avital[9].
- 2015 : Pour la première année, la Festival propose un concert pour enfants, mêlant musique et contes, en collaboration avec l'Orchestre de l'Agora et son jeune chef Nicolas Ellis. Ce concert sera repris ensuite annuellement.
- 2016 : Le Festival fête sa dixième édition[10] et présente pour l'occasion les Suites pour violoncelle seul interprétées par le violoncelliste de renom Yo-Yo Ma[11] à la Maison symphonique de Montréal.
- 2017 : Cette édition est marquée par le concert du Collegium 1704 venu jouer la Messe en si mineur à la Maison symphonique lors du concert d'ouverture, mais aussi par le concert du ténor allemand Julian Prégardien et de la pianiste Tamar Halperin.
- 2018 : La 12e édition du Festival Bach est marquée par la création de l'Orchestre Festival Bach Montréal (OFBM) qui rassemble des musiciens reconnus d'ici et d'ailleurs aux côtés d'artistes internationaux invités. Cette édition est aussi marquée par le concert de clôture qui voit le retour de Yo-Yo Ma venu interpréter d'une traite les Six Suites pour violoncelle seul de Bach à la Maison symphonique. Ce concert est également retransmis en direct sur grand écran[12] à l'Église unie Saint-James.